# Haytham Theeb
Haitham Dheeb (arabul: هيثم ذيب; Gáza, 1986. december 3. –) palesztin labdarúgó, a ciszjordániai területi élvonalban szereplő Hilal Al-Quds hátvédje.

## Pályafutása

### A válogatottban
2011-ben mutatkozott be a palesztin válogatottban. Részt vett a 2015-ös Ázsia-kupán. 2018-ig 30 válogatott mérkőzésen szerepelt, 1 gólt szerzett.